# Jack Smith (imprenditore)
Jack Smith (1968) è un imprenditore statunitense, fondatore di Hotmail, con Sabeer Bhatia, nel 1995, il primo servizio di webmail gratuito.

## Carriera
Jack Smith ha lavorato presso FirePower Systems Inc., dove disegnava i circuiti integrati per un migliore utilizzo delle workstation PowerPC, e presso Apple.
A Smith venne l'idea per un'anonima email per il web nel 1995 e ci lavorò con il collega della Apple, Bhatia, per fondare la compagnia.
Quest'ultima fu fondata il 4 luglio 1996, con Smith come Chief Technology Officer. Nel 1998 Bathia vendette Hotmail alla Microsoft per un totale di 400 milioni di dollari.
Smith divenne cofondatore della Akamba Corporation e ci lavorò come amministratore delegato. Nel 2007 fu nominato amministratore delegato della Proximex.